# Matematična fakulteta na Dunaju
Matematična fakulteta (izvirno nemško Fakultät für Mathematik), s sedežem na Dunaju, je fakulteta, ki je članica Univerze na Dunaju.